# Bitwa pod Le Cateau
Artykuł ten został zgłoszony do umieszczenia na stronie głównej w rubryce „Czy wiesz”.
Pomóż nam go sprawdzić: oceń zgłoszoną nominację.
Bitwa pod Le Cateau – starcie zbrojne stoczone 26 sierpnia 1914 roku na froncie zachodnim I wojny światowej. W czasie gdy Brytyjski Korpus Ekspedycyjny i francuska 5 Armia wycofywały się po porażkach w bitwie pod Charleroi (21–23 sierpnia) i bitwie pod Mons (23 sierpnia), brytyjski II Korpus podjął akcję opóźniającą pod Le Cateau, aby spowolnić niemiecki pościg. Większości sił alianckich udało się kontynuować odwrót do Saint-Quentin.

## Preludium
Po wycofaniu się z Mons dwa dni wcześniej, oddalonego od Le Cateau o 40 km, brytyjski II Korpus (dowodzony przez gen. Horace’a Smitha-Dorriena) był wyczerpany. Korpus został oddzielony od reszty Brytyjskiego Korpusu Ekspedycyjnego z powodu nieoczekiwanego odwrotu sił gen. Douglasa Haiga, dowódcy I Korpusu, który 25 sierpnia stoczył walkę straży tylnej pod Landrecies. Po tym starciu, w którym Haig zbierał swoje wojska z rewolwerem w dłoni, generał uległ panice, pisząc do francuskiego Naczelnego Dowództwa o zbliżającej się katastrofie. Znacznie przecenił liczebność Niemców i został [psychicznie] całkowicie zniszczony – jak opisał to James Edmonds, szef sztabu 4 Dywizji. Zamiast wzmocnić Smitha-Dorriena pod Le Cateau, Haig wycofał się dalej w głąb lądu, maszerując nieustannie przez pięć dni.
Nieświadomy manewrów I Korpusu, Smith-Dorrien zamierzał kontynuować marsz, jak wspomniał Wilkinson Bird, pułkownik Royal Irish Fusiliers. Wczesnym rankiem 26 sierpnia Smith-Dorrien zmienił zdanie, widząc wyczerpanie swoich żołnierzy i chaos, jaki mógłby powstać, gdyby marsz był kontynuowany. Edmund Allenby, dowódca kawalerii II Korpusu, twierdził, że zarówno jego ludzie, jak i konie są prawie skończeni i że bitwa pod Le Cateau jest nieunikniona, ponieważ wróg jest już zbyt blisko. Smith-Dorrien zgodził się z tym. O godzinie 7:00 odebrał telefon od Henryego Wilsona z kwatery głównej Brytyjskiego Korpusu Ekspedycyjnego z rozkazem kontynuowania odwrotu; odmówił jednak wykonania rozkazu, argumentując to tym, że jego żołnierze już walczą.

## Bitwa
Rankiem 26 sierpnia Niemcy przybyli i zaatakowali II Korpus. W przeciwieństwie do bitwy pod Mons, gdzie większość strat zadanych przez Brytyjczyków pochodziła z ostrzału karabinowego, bitwa pod Le Cateau była bitwą artyleryjską, w której ujawniła się niszczycielska siła, z jaką piechotę nacierającą na otwartym terenie może razić nowoczesna, szybkostrzelna artyleria strzelająca pociskami odłamkowymi. Brytyjczycy rozmieścili swoje działa około 50–200 m za piechotą, podczas gdy niemiecka artyleria prowadziła ogień pośredni z ukrytych pozycji. Z działami ustawionymi tak blisko własnej piechoty, Brytyjczycy nieumyślnie zwiększyli skuteczność niemieckiego ognia artyleryjskiego, ponieważ pociski wycelowane w brytyjską piechotę równie łatwo mogły trafić również w brytyjskie armaty.

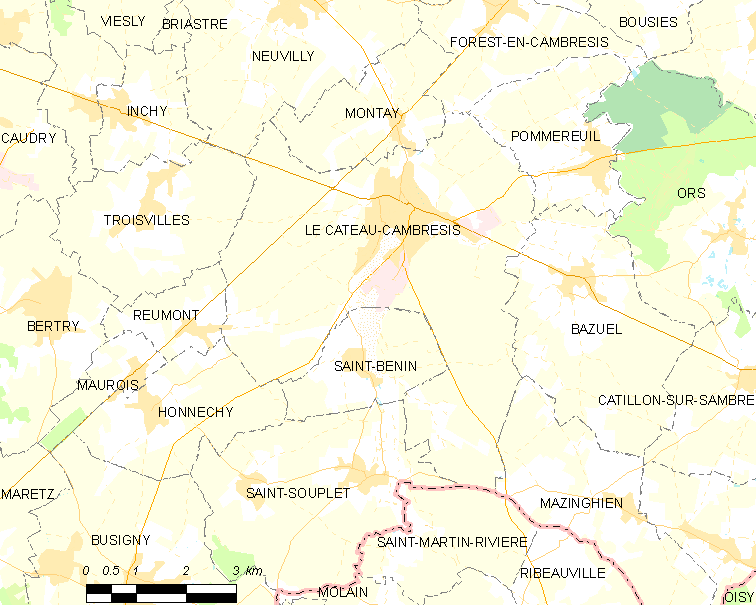
Współczesna mapa obszaru Le Cateau

Brytyjska 5 Dywizja znajdowała się na prawym skrzydle, po południowej stronie drogi Le Cateau – Cambrai, między Inchy i Le Cateau. 3 Dywizja znajdowała się w centrum, między Caudry i Inchy, a 4 Dywizja na lewym skrzydle, na północnym brzegu rzeki Warnelle. Droga była miejscami zagłębiona, co zapewniało niewystarczające pole ostrzału na większe odległości, a w wielu miejscach Niemcy mogli zbliżyć się do brytyjskich pozycji niezauważeni. Na prawym skrzydle, na zachód od Le Cateau, Niemcy maszerowali drogą z północy do Le Cateau. Brytyjczycy znajdowali się na zboczu i ponieśli liczne straty podczas odwrotu.
O godzinie 3:30 Smith-Dorrien postanowił uderzyć wroga mocno, a po jego odrzuceniu kontynuować odwrót, ale cel operacji był niejasny dla jego podwładnych. Mentalność utrzymać pozycje za wszelką cenę była tego dnia bardzo widoczna w działaniach 5 Dywizji na brytyjskim prawym skrzydle. Dowódca 2. batalionu Pułku Lekkiej Piechoty King’s Own Yorkshire otrzymał pisemny rozkaz: Nie będzie teraz odwrotu dla walczących żołnierzy; wypełnijcie okopy wodą, żywnością i amunicją, tak dalece, jak to możliwe. Rozkaz został potwierdzony przez pułkownika ze sztabu II Korpusu. Akcja opóźniająca nigdy nie nastąpiła, ponieważ rozkaz dotarł na linię frontu mniej więcej w tym samym czasie co Niemcy, a w niektórych miejscach później. Nie spełniono również doktrynalnych warunków działań opóźniających, takich jak niedopuszczenie do przygwożdżenia brytyjskich jednostek. Smith-Dorrien nie wybrał pozycji z odpowiednimi polami ostrzału ani przygotowanymi i ukrytymi drogami odwrotu.
Utrzymując pozycję pomimo licznych ofiar, około południa, brytyjska prawa, a następnie lewa flanka zaczęła się załamywać. Przybycie Korpusu Kawalerii Sordeta (francuskiego korpusu kawalerii pod dowództwem gen. André Sordeta) zapewniło osłonę dla lewej flanki Brytyjczyków i umożliwiło im wycofanie się, pomimo niemieckich prób infiltracji i oskrzydlenia. Tej nocy Brytyjczycy i Francuzi wycofali się do Saint-Quentin.

## Następstwa

### Analiza

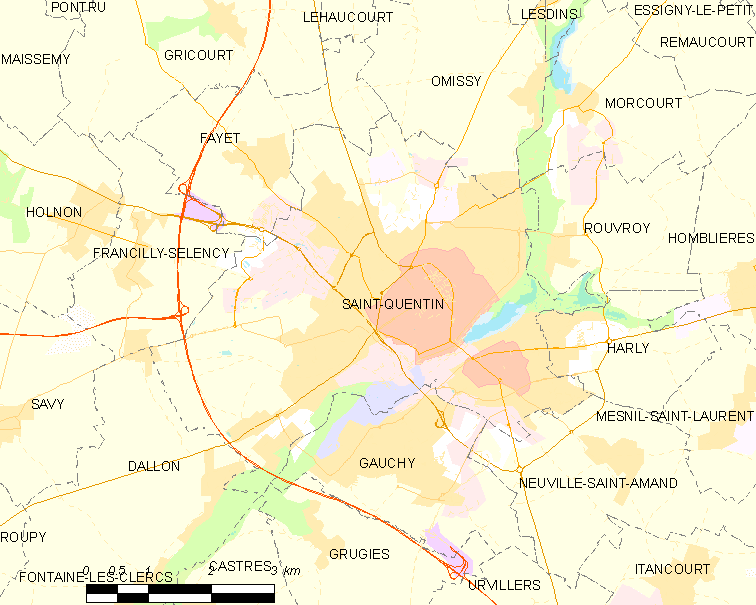
Współczesna mapa obszaru Saint-Quentin

Według Der Weltkrieg, oficjalnej niemieckiej historii I wojny światowej, gen. por. Friedrich Sixt von Armin, dowódca IV Korpusu, wydał o godzinie 11:15 rozkaz koordynujący bój spotkaniowy, ale nie ma dowodów na działania niemieckiego dowództwa wyższego niż na poziomie dywizji w tej bitwie. Około 75% żołnierzy IV Korpusu pozostawało w kontakcie z wrogiem przed otrzymaniem rozkazu, a reszta nigdy nie dotarła na pole bitwy. Von Armin nie miał żadnej władzy nad II Korpusem Kawalerii, który walczył niezależnie.
Niemcy byli zadowoleni ze swojego zwycięstwa. Historyk 93 Pułku Piechoty napisał:

Bitwa pod Beaumont-Inchy na zawsze pozostanie jednym z najwspanialszych dni w historii pułku, który pokazał, że w ataku frontalnym na wroga, którego dotychczas uważano za niepokonanego, na elitarne oddziały armii brytyjskiej, 93 Pułk nie tylko im dorównywał, ale wręcz przewyższał ich. 75 Pułk Artylerii Polowej stwierdził, że bitwa „wzmocniła pewność siebie niemieckich wojsk […] tym bardziej, że armia brytyjska składała się niemal wyłącznie z długoletnich, czynnych żołnierzy [zawodowych], którzy byli doskonale wyszkoleni i wyposażeni

Niemiecka satysfakcja wynikała częściowo z błędnego przekonania, że pokonali Brytyjski Korpus Ekspedycyjny, a nie tylko II Korpus i brygadę kawalerii. To właśnie ten błąd pozwolił II Korpusowi wycofać się, ponieważ niemieckim żołnierzom dano noc odpoczynku zamiast wysłać ich w pościg za osłabionymi siłami brytyjskimi. Chociaż wówczas feldmarszałek John French przypisywał mu uratowanie Brytyjskiego Korpusu Ekspedycyjnego, później skrytykował Smitha-Dorriena. W 2013 roku historyk Spencer Jones napisał, że strategicznie postawa II Korpusu osiągnęła cel Smitha-Dorriena, jakim było odciążenie odwrotu. Przez resztę kampanii II Korpus nie był poważnie nękany przez niemiecki pościg. W tym kontekście Jones stwierdził, że bitwa była kluczowym, choć krwawym zwycięstwem Brytyjskiego Korpusu Ekspedycyjnego.

### Straty
W 1926 roku James Edmonds, brytyjski historyk, napisał, że spośród 40 000 brytyjskich żołnierzy walczących pod Le Cateau, 7812 zostało zabitych lub rannych, a 2600 dostało się do niewoli. Zostało porzuconych 38 dział, z których większość miała wcześniej usunięte zamki i uszkodzone przyrządy celownicze przez swoją obsługę. W 2008 roku Cave i Sheldon spekulowali, że straty niemieckie „prawdopodobnie nie przekroczyły 2000”. W 2011 roku Terry Zuber napisał, że po stracie 7000 ludzi i ewakuacji kolejnych 2500–3000 obolałych i wyczerpanych żołnierzy do Le Mans w celu rekonwalescencji, II Korpus przez co najmniej dwa dni nie był zdolny do walki. Zuber napisał też, że Niemcy ponieśli 2900 ofiar. W 2008 roku Antony Bird stwierdził, że Komisja Grobów Wojennych Wspólnoty Narodów naliczyła 1200 poległych brytyjskich żołnierzy, a łączna liczba strat wyniosła 7812.

### Dalsze wydarzenia
II Korpus wycofał się rankiem 27 sierpnia i po dwóch dniach marszu zerwał kontakt z Niemcami. Pod koniec wojny w tym samym rejonie miała miejsce druga bitwa pod Le Cateau, w dniach pd 5 do 11 października 1918 roku. Siły Ententy zdobyły w niej linię kolejową Saint-Quentin – Cambrai, biorąc 12 000 jeńców i zdobywając 250 dział, ponosząc przy tym 536 ofiar.